# ジャベス・オルセン
ジャベス・オルセン（Jabez Olssen, 1975年8月5日 - ）は、ニュージーランドの編集技師。ダニーデン出身。

## 経歴
1998年からニュージーランドのテレビ番組の編集技師として働く。その後、マイケル・J・ホートンと共に『ロード・オブ・ザ・リング/二つの塔』（2002年）の編集を手掛ける。オルセンはその際「追加編集」としてクレジットされた。この映画により、オンライン映画批評家協会賞編集賞とラスベガス映画批評家協会賞編集賞を受賞した。

## フィルモグラフィ
- ロード・オブ・ザ・リング/二つの塔 The Lord of the Rings: The Two Towers (2002) - 追加編集
- キング・コング King Kong (2005) - 追加編集
- Fog (2007)
- ラブリーボーン The Lovely Bones (2009)
- ホビット 思いがけない冒険 The Hobbit: An Unexpected Journey (2012)
- ホビット 竜に奪われた王国 The Hobbit: The Desolation of Smaug (2013)
- ホビット 決戦のゆくえ The Hobbit: The Battle of the Five Armies (2014)
- 彼らは生きていた They Shall Not Grow Old (2018)
- ザ・ビートルズ: Get Back The Beatles: Get Back (2021)